# Rezerwat przyrody Lutowo
Rezerwat przyrody Lutowo – rezerwat leśny o powierzchni 19,39 ha, położony w województwie kujawsko-pomorskim, powiecie sępoleńskim, gminie Sępólno Krajeńskie. Obszar rezerwatu podlega ochronie ścisłej. Wokół rezerwatu wyznaczono otulinę o powierzchni 29,90 ha.

## Lokalizacja
Pod względem fizycznogeograficznym rezerwat znajduje się w mezoregionie Pojezierze Krajeńskie.
Znajduje się w pobliżu styku granic trzech województw: kujawsko-pomorskiego, pomorskiego i wielkopolskiego, na północ od drogi powiatowej z Czyżkówka do Lutówka.
Rezerwat jest położony w obrębie Krajeńskiego Parku Krajobrazowego. Obejmuje fragment boru bagiennego leżący na terenie Nadleśnictwa Lutówko (leśnictwo Gaj).

## Historia
Rezerwat został utworzony na mocy Zarządzenia Ministra Leśnictwa i Przemysłu Drzewnego z dnia 14 stycznia 1963 roku (Monitor Polski Nr 13 poz. 75 z dnia 16 lutego 1963 roku).

## Charakterystyka
Rezerwat chroni bór bagienny na torfowisku przejściowym, ze stanowiskiem sosny bagiennej. 
Typ lasu ukształtowały warunki siedliska: bagienne gleby i wysoki poziom wody gruntowej. Charakterystyczna jest budowa systemu korzeniowego sosen, płaskiego i płytko usytuowanego w glebie. W północnej, suchszej części rezerwatu w podszycie występuje kruszyna. W runie występują m.in.: mchy torfowce, bagno zwyczajne, wełnianka pochwowata, borówka pijanica, wrzos pospolity oraz daleko na południe wysunięte stanowisko bażyny czarnej.

## Szlak turystyczny
Przez rezerwat przebiega  pieszy szlak turystyczny „Rezerwatów Krajeńskich” Sypniewo – Witkowo 29 km.